# Gran Premio di Gran Bretagna 1981
Il Gran Premio di Gran Bretagna 1981 è stata la nona prova della stagione 1981 del Campionato mondiale di Formula 1. Si è corsa sabato 18 luglio 1981 sul Circuito di Silverstone. La gara è stata vinta dal britannico John Watson su McLaren-Ford Cosworth; per il vincitore si trattò del secondo successo nel mondiale. Ha preceduto sul traguardo l'argentino Carlos Reutemann su Williams-Ford Cosworth e il francese Jacques Laffite su Ligier-Matra.

## Vigilia

### I fatti del Gran Premio del Belgio
La FISA perseverò nel chiedere ai piloti il pagamento della multa inflitta per la loro protesta, inscenata poco prima del Gran Premio del Belgio. I piloti, guidati da Gilles Villeneuve e Mario Andretti, continuarono a rifiutare di saldare il richiesto, affermando che la responsabilità per il caos della partenza non era dovuto solo al loro comportamento. Il Royal Automobile Club invece scagionò Nelson Piquet per aver compiuto due giri di ricognizione prima del via.

### Aspetti tecnici
L'Arrows, dopo l'abbandono dell'impegno da parte della Michelin di fornirgli le gomme migliori, si affidò agli pneumatici Pirelli, che già equipaggiavano la Toleman. Riccardo Patrese ottenne il record sul giro, in un test organizzato a Donington Park, pochi giorni prima del Gran Premio. Anche la Lotus abbandonò le coperture francesi, per tornare con la Goodyear, mentre l'Ensign passò all'Avon. L'Alfa Romeo fece esordire la versione D della 179. La Brabham testò un motore turbo fornito dalla BMW; nelle prove venne però portata la versione col tradizionale motore Ford Cosworth DFV.
Il Lotus presentò la 88B, versione aggiornata del modello 88 a doppio telaio, che era stata considerata non regolamentare, dopo una lunga battaglia legale tra la scuderia britannica e la FISA. Nel Regno Unito vi era però la regola che a nessuna vettura poteva essere impedito di prendere parte a una gara, anche in caso di giudizio negativo da parte dei commissari in merito alla sua conformità ai regolamenti. Il veicolo non regolare sarebbe escluso poi successivamente dalla classifica, a seconda della decisione del Tribunale sportivo competente. Il Royal Automobile Club (RAC) considerò comunque regolare questa nuova versione della Lotus 88; ciò però scatenò la reazione di altri team (tra cui Ferrari e Renault) che inviarono un reclamo, che però non venne accettato dagli organizzatori, che consentirono così alla 88B di prendere parte alle prove.

### Aspetti sportivi
Nella solita alternanza tra circuiti il Gran Premio di Gran Bretagna tornò sul Circuito di Silverstone, che aveva già ospitato 17 volte una gara valida per il mondiale di Formula 1.
Nel corso delle settimane precedenti al gran premio la Formula 1 disputò dei test sul tracciato di Hockenheim: il più veloce fu René Arnoux su Renault, che chiuse in 1'50"8.
Sulla seconda March venne iscritto Stefan Johansson, pilota svedese che aveva tentato di qualificarsi, senza successo, in due gran premi nel 1980, con la Shadow. Il britannico Geoff Lees trovò un ingaggio alla Theodore, che iscrisse così due vetture. Lees mancava nel mondiale dal Gran Premio degli Stati Uniti d'America-Est 1980, in cui non si era qualificato al volante di una Williams del team RAM. In effetti né Johansson né Lees presero parte all'evento. All'Osella arrivò invece Jean-Pierre Jarier, pilota francese che aveva corso i primi due gran premi stagionali con la Ligier.
Questo fu il duecentesimo gran premio al quale partecipò il motore Ford Cosworth DFV; dal suo esordio, avvenuto nel Gran Premio d'Olanda 1967, aveva ottenuto 141 vittorie (contro le 81 dei motori Ferrari), 127 pole position, 127 giri veloci; il motore aveva spinto vetture che avevano conquistato 9 titoli costruttori, e aveva permesso a 10 piloti di laurearsi campioni del mondo.

## Qualifiche

### Resoconto
La presenza della Lotus 88B nelle prove ufficiali portò alla reazione della FISA che minacciò di non far considerare valido il gran premio, quale prova del mondiale, di squalificare la Lotus e di escludere il Regno Unito dalle prove mondiali future. Gli organizzatori decisero così di escludere la 88B, giustificandosi col ritardo nella comunicazione da parte della Federazione. Le prove vennero dominate dalle due Renault di René Arnoux (primo in 1'12"15) e Alain Prost che precedettero Nelson Piquet (l'unico vicino ai tempi dei due francesi) e Alan Jones. Il comportamento in pista delle Lotus 88B fu, in verità, poco competitivo: Elio De Angelis chiuse diciannovesimo, mentre Nigel Mansell era diciassettesimo. Eddie Cheever e Brian Henton furono protagonisti di spettacolari incidenti, ma senza conseguenze fisiche.
Le Renault confermarono la loro forza, monopolizzando la prima fila. René Arnoux conquistò la settima pole iridata, in 1'11"00, alla media di quasi 240 km/h, precedendo Alain Prost di 46 millesimi. Nelson Piquet, terzo, era staccato di quasi un secondo da Arnoux. La Lotus, che riutilizzava il modello 87, fu ancora poco competitiva, tanto che De Angelis fu solo ventiduesimo, mentre Mansell non fu capace di qualificarsi. Si qualificarono invece le Arrows, che così riportarono in gara le gomme Pirelli, assenti dal Gran Premio di Francia 1958. Henton fu nuovamente protagonista di un incidente: in questo caso la sua vettura prese fuoco nella corsia dei box, dopo aver impattato contro le barriere, riempiendo di fumo il paddock. Il pilota non ebbe conseguenze.

### Risultati
I risultati delle qualifiche furono i seguenti:
| Pos                     | Nº | Pilota             | Costruttore              | Tempo    | Griglia |
| ----------------------- | -- | ------------------ | ------------------------ | -------- | ------- |
| 1                       | 16 | René Arnoux        | Renault                  | 1'11"000 | 1       |
| 2                       | 15 | Alain Prost        | Renault                  | 1'11"046 | 2       |
| 3                       | 5  | Nelson Piquet      | Brabham-Ford Cosworth    | 1'11"952 | 3       |
| 4                       | 28 | Didier Pironi      | Ferrari                  | 1'12"644 | 4       |
| 5                       | 7  | John Watson        | McLaren-Ford Cosworth    | 1'12"712 | 5       |
| 6                       | 8  | Andrea De Cesaris  | McLaren-Ford Cosworth    | 1'12"728 | 6       |
| 7                       | 1  | Alan Jones         | Williams-Ford Cosworth   | 1'12"998 | 7       |
| 8                       | 27 | Gilles Villeneuve  | Ferrari                  | 1'13"311 | 8       |
| 9                       | 2  | Carlos Reutemann   | Williams-Ford Cosworth   | 1'13"371 | 9       |
| 10                      | 29 | Riccardo Patrese   | Arrows-Ford Cosworth     | 1'13"762 | 10      |
| 11                      | 22 | Mario Andretti     | Alfa Romeo               | 1'13"928 | 11      |
| 12                      | 23 | Bruno Giacomelli   | Alfa Romeo               | 1'14"119 | 12      |
| 13                      | 6  | Héctor Rebaque     | Brabham-Ford Cosworth    | 1'14"542 | 13      |
| 14                      | 26 | Jacques Laffite    | Ligier-Matra             | 1'14"798 | 14      |
| 15                      | 25 | Patrick Tambay     | Ligier-Matra             | 1'14"976 | 15      |
| 16                      | 20 | Keke Rosberg       | Fittipaldi-Ford Cosworth | 1'15"165 | 16      |
| 17                      | 17 | Derek Daly         | March-Ford Cosworth      | 1'15"189 | 17      |
| 18                      | 30 | Siegfried Stohr    | Arrows-Ford Cosworth     | 1'15"304 | 18      |
| 19                      | 4  | Michele Alboreto   | Tyrrell-Ford Cosworth    | 1'15"850 | 19      |
| 20                      | 32 | Jean-Pierre Jarier | Osella-Ford Cosworth     | 1'15"898 | 20      |
| 21                      | 9  | Slim Borgudd       | ATS-Ford Cosworth        | 1'15"959 | 21      |
| 22                      | 12 | Elio De Angelis    | Lotus-Ford Cosworth      | 1'15"971 | 22      |
| 23                      | 3  | Eddie Cheever      | Tyrrell-Ford Cosworth    | 1'16"099 | 23      |
| 24                      | 33 | Marc Surer         | Theodore-Ford Cosworth   | 1'16"155 | 24      |
| Vetture non qualificate |    |                    |                          |          |         |
| NQ                      | 21 | Chico Serra        | Fittipaldi-Ford Cosworth | 1'16"360 | NQ      |
| NQ                      | 35 | Brian Henton       | Toleman-Hart             | 1'16"388 | NQ      |
| NQ                      | 11 | Nigel Mansell      | Lotus-Ford Cosworth      | 1'16"432 | NQ      |
| NQ                      | 14 | Eliseo Salazar     | Ensign-Ford Cosworth     | 1'16"694 | NQ      |
| NQ                      | 36 | Derek Warwick      | Toleman-Hart             | 1'16"891 | NQ      |
| NQ                      | 31 | Beppe Gabbiani     | Osella-Ford Cosworth     | 1'17"784 | NQ      |

## Gara

### Resoconto
Alain Prost partì bene e scattò davanti a tutti, seguito da Didier Pironi, René Arnoux, Gilles Villeneuve, Nelson Piquet, John Watson, Andrea De Cesaris, Alan Jones e Carlos Reutemann. Nel primo giro Villeneuve passò Arnoux, Alan Jones fece lo stesso con De Cesaris e Watson. Il giro seguente Arnoux ripassò Villeneuve che perse tempo, nel tentativo di passare Pironi. Un'altra tornata e Arnoux infilò anche Pironi, portandosi all'inseguimento di Alain Prost.
Al quarto giro  Villeneuve andò in testacoda alla Woodcote. Alcuni piloti che lo seguivano (Jones, Watson e De Cesaris) cercarono di evitare l'impatto. Jones però non ne fu capace e lo centrò, danneggiando il musetto, De Cesaris uscì di pista e Watson si fermò, ma fu comunque in grado di riprendere con la vettura ancora integra. La Ferrari di Villeneuve era ormai danneggiata e il canadese dovette, poco dopo, ritirarsi, pur tentando di riprendere la via dei box con gli alettoni ormai distrutti. Intanto Nelson Piquet si era portato al terzo posto, dopo aver passato l'altro ferrarista, Pironi.
Nelson Piquet, nel tentativo di passare Arnoux, andò a sbattere violentemente alla curva Becketts, a causa dell'esplosione della gomma anteriore sinistra. Il brasiliano, dolorante agli arti inferiori, venne portato via in ambulanza, ma non subì conseguenze fisiche gravi. Da dietro rinviene Watson che passò Mario Andretti al giro 12, Carlos Reutemann al giro seguente e Didier Pironi, portandosi al terzo posto. Il ferrarista, poco dopo, si ritirò per il guasto del turbo. Ora la gara vedeva al comando le due Renault di Prost e Arnoux, seguite da Watson, Reutemann, Andretti, Patrese, Laffite e De Angelis.
Al diciassettesimo giro la gara cambiò leader: Alain Prost si ritirò, anche lui col propulsore fuori uso. Andò a condurre l'altro pilota della Renault Arnoux. Intanto De Angelis passò Laffite, che venne superato anche da Héctor Rebaque.
Al giro 25 terminò la gara di Elio De Angelis: gli viene esposta bandiera nera per aver superato Jacques Laffite in regime di bandiere gialle. Rebaque scalò così sesto.
La classifica nelle prime posizioni rimase immutata per diversi giri. Al giro 61, a sette dal termine, John Watson conquistò la testa della gara: il turbo della Renault di Arnoux era entrato in crisi, tanto che tre giri dopo Arnoux si ritirò. Poco dopo stessa sorte toccò a Riccardo Patrese che si ritirò con il motore rotto quando si trovava in terza posizione.
Vinse così Watson, alla sua seconda vittoria in carriera dopo quella ottenuta nel Gran Premio d'Austria 1976; prima vittoria per la McLaren dopo 4 anni (l'ultima risaliva al Gran Premio del Giappone 1977 vinto da James Hunt) nonché prima della gestione Ron Dennis. Secondo fu Reutemann, terzo Laffite, poi Eddie Cheever, Héctor Rebaque e Slim Borgudd che conquistò l'unico punto in carriera. Per la sua scuderia, la tedesca ATS, furono i primi punti iridati dal Gran Premio di Watkins Glen 1979.

### Risultati
I risultati del gran premio furono i seguenti:
| Pos | No | Pilota             | Costruttore              | Giri | Tempo/Ritiro                               | Pos. Griglia | Punti |
| --- | -- | ------------------ | ------------------------ | ---- | ------------------------------------------ | ------------ | ----- |
| 1   | 7  | John Watson        | McLaren-Ford Cosworth    | 68   | 1h26'54"80                                 | 5            | 9     |
| 2   | 2  | Carlos Reutemann   | Williams-Ford Cosworth   | 68   | + 40"65                                    | 9            | 6     |
| 3   | 26 | Jacques Laffite    | Ligier-Matra             | 67   | + 1 giro                                   | 14           | 4     |
| 4   | 3  | Eddie Cheever      | Tyrrell-Ford Cosworth    | 67   | + 1 giro                                   | 23           | 3     |
| 5   | 6  | Héctor Rebaque     | Brabham-Ford Cosworth    | 67   | + 1 giro                                   | 13           | 2     |
| 6   | 9  | Slim Borgudd       | ATS-Ford Cosworth        | 67   | + 1 giro                                   | 21           | 1     |
| 7   | 17 | Derek Daly         | March-Ford Cosworth      | 66   | + 2 giri                                   | 17           |       |
| 8   | 32 | Jean-Pierre Jarier | Osella-Ford Cosworth     | 65   | + 3 giri                                   | 20           |       |
| 9   | 16 | René Arnoux        | Renault                  | 64   | Distributore                               | 1            |       |
| 10  | 29 | Riccardo Patrese   | Arrows-Ford Cosworth     | 64   | Motore                                     | 10           |       |
| 11  | 33 | Marc Surer         | Theodore-Ford Cosworth   | 61   | Mancanza di benzina                        | 24           |       |
| Rit | 22 | Mario Andretti     | Alfa Romeo               | 59   | Acceleratore                               | 11           |       |
| Rit | 20 | Keke Rosberg       | Fittipaldi-Ford Cosworth | 56   | Sospensione                                | 14           |       |
| SQ  | 11 | Elio De Angelis    | Lotus-Ford Cosworth      | 25   | Squalificato                               | 22           |       |
| Rit | 15 | Alain Prost        | Renault                  | 17   | Distributore                               | 2            |       |
| Rit | 25 | Patrick Tambay     | Ligier-Matra             | 15   | Frizione                                   | 15           |       |
| Rit | 28 | Didier Pironi      | Ferrari                  | 13   | Turbo                                      | 4            |       |
| Rit | 5  | Nelson Piquet      | Brabham-Ford Cosworth    | 11   | Foratura/Incidente                         | 3            |       |
| Rit | 23 | Bruno Giacomelli   | Alfa Romeo               | 5    | Trasmissione                               | 12           |       |
| Rit | 27 | Gilles Villeneuve  | Ferrari                  | 4    | Collisione con A.De Cesaris e A.Jones      | 8            |       |
| Rit | 1  | Alan Jones         | Williams-Ford Cosworth   | 3    | Collisione con A.De Cesaris e G.Villeneuve | 7            |       |
| Rit | 8  | Andrea De Cesaris  | McLaren-Ford Cosworth    | 3    | Collisione con G.Villeneuve e A.Jones      | 6            |       |
| Rit | 4  | Michele Alboreto   | Tyrrell-Ford Cosworth    | 1    | Frizione                                   | 19           |       |
| Rit | 30 | Siegfried Stohr    | Arrows-Ford Cosworth     | 0    | Testacoda                                  | 18           |       |
| NQ  | 21 | Chico Serra        | Fittipaldi-Ford Cosworth |      |                                            |              |       |
| NQ  | 35 | Brian Henton       | Toleman-Hart             |      |                                            |              |       |
| NQ  | 12 | Nigel Mansell      | Lotus-Ford Cosworth      |      |                                            |              |       |
| NQ  | 14 | Eliseo Salazar     | Ensign-Ford Cosworth     |      |                                            |              |       |
| NQ  | 36 | Derek Warwick      | Toleman-Hart             |      |                                            |              |       |
| NQ  | 31 | Beppe Gabbiani     | Osella-Ford Cosworth     |      |                                            |              |       |
| NA  | 18 | Stefan Johansson   | March-Ford Cosworth      |      |                                            |              |       |
| NA  | 34 | Geoff Lees         | Theodore-Ford Cosworth   |      |                                            |              |       |

## Classifiche

### Piloti
| Pos. | Pilota            | Punti |
| ---- | ----------------- | ----- |
| 1    | Carlos Reutemann  | 43    |
| 2    | Nelson Piquet     | 26    |
| 3    | Alan Jones        | 24    |
| 4    | Gilles Villeneuve | 21    |
| 5    | Jacques Laffite   | 21    |
| 6    | John Watson       | 19    |
| 7    | Alain Prost       | 13    |
| 8    | Riccardo Patrese  | 10    |
| 9    | Eddie Cheever     | 8     |
| =    | Elio De Angelis   | 8     |
| 11   | Didier Pironi     | 7     |
| 12   | Nigel Mansell     | 5     |
| 13   | Héctor Rebaque    | 5     |
| 14   | René Arnoux       | 5     |
| 15   | Marc Surer        | 4     |
| 16   | Mario Andretti    | 3     |
| 17   | Patrick Tambay    | 1     |
| =    | Andrea De Cesaris | 1     |
| =    | Slim Borgudd      | 1     |

### Costruttori
| Pos. | Team                   | Punti |
| ---- | ---------------------- | ----- |
| 1    | Williams-Ford Cosworth | 67    |
| 2    | Brabham-Ford Cosworth  | 31    |
| 3    | Ferrari                | 28    |
| 4    | Ligier-Matra           | 21    |
| 5    | McLaren-Ford Cosworth  | 20    |
| 6    | Renault                | 18    |
| 7    | Lotus-Ford Cosworth    | 13    |
| 8    | Arrows-Ford Cosworth   | 10    |
| 9    | Tyrrell-Ford Cosworth  | 8     |
| 10   | Ensign-Ford Cosworth   | 4     |
| 11   | Alfa Romeo             | 3     |
| 12   | Theodore-Ford Cosworth | 1     |
| =    | ATS-Ford Cosworth      | 1     |